# Kitbull
Kitbull é um curta-metragem norte-americano de 2019 escrito e dirigido por Rosana Sullivan, produzido pela Kathryn Hendrickson e Pixar Animation Studios. A obra é o terceiro filme da Pixar pertencente ao programa "SparkShorts".
O filme foi indicado para o Melhor Curta de Animação no Oscar 2020.